# Venturia genalis
Venturia genalis är en stekelart som beskrevs av David B. Wahl 1984. Venturia genalis ingår i släktet Venturia och familjen brokparasitsteklar. Inga underarter finns listade i Catalogue of Life.